# Sala FF
Sala FF är en fotbollsförening från Sala i Västmanlands län, bildad 1972 genom sammanslagning av IF Norden och IFK Sala som IFK/Norden, namnändrad till Sala FF 1976. Föreningen har 2022 cirka 400 medlemmar och 17 lag i seriespel.

## Herrlag
Laget inledde sin historia i division IV 1973, motsvarande dagens division II, där både Norden och IFK skulle ha spelat om sammanslagningen inte kommit till stånd. Målsättningen med sammanslagningen var att skapa ett starkt lag förmöget att avancera i seriesystemet. Laget var nära att uppflyttas vid tre tillfällen (1976, 1978 och 1982) utan att lyckas men 1983 log äntligen fru Fortuna mot rödskjortorna som hemförde division IV Västmanland tre poäng före Ransta IK. Laget flyttades därmed upp till division III 1984, den tredje högsta serien på den tiden. Laget placerades i Västra Svealandsgruppen tillsammans med väletablerade elitklubbar som Karlstads BK och BK Forward. Sala räckte dock inte alls till på denna nivå, efter blott sju inspelade poång på 22 matcher var degraderingen ett faktum.
Sala FF har sedan dess inte återkommit till den tredje högsta serienivån utan mestadels hållit till strax därunder. Efter säsongen 2012 uppflyttades laget till division III (som nu utgör femtedivisionen) och där spelar föreningen fortfarande säsongen 2022.

## Damlag
Damerna debuterade i seriespel 1976 men det skulle sedan dröja till 1989 innan laget var tillbaka i resultatlistorna. Ett nytt uppehåll i A-lagsverksamheten skedde 2013-2015 men sedan 2016 är det full fart på damerna igen. SFF har mestadels spelat i division III och division IV, säsongen 2022 kom damerna på andra plats i division IV Västmanland bakom Västerås IK.

### Fotnoter
1. ↑  https://www.laget.se/SalaFF/Board
2. 1 2 3  https://www.laget.se/SalaFF/About
3. 1 2 3  https://www.svenskafotbollsklubbar.se/showclub.php?clubid=3808
4. ↑  https://sites.google.com/view/clasglenningfootball/hem/sweden-historical-tables
5. ↑  https://sites.google.com/view/clasglenningfootball/hem/sweden-historical-tables/1972
6. ↑  https://sites.google.com/view/clasglenningfootball/hem/sweden-historical-tables/1983
7. ↑  https://sites.google.com/view/clasglenningfootball/hem/sweden-historical-tables/1984
8. ↑  ”Arkiverade kopian”. Arkiverad från originalet den 15 november 2022. https://web.archive.org/web/20221115153608/https://www.svenskfotboll.se/serier-cuper/tabell-och-resultat/division-4-dam-vastmanland/96782/. Läst 20 november 2022.